# Famille Grego
 (juillet 2025).
Motif : Aucun élément de notoriété
- Archive Wikiwix
- Bing
- Cairn
- DuckDuckGo
- E. Universalis
- Gallica
- Google
- G. Books
- G. News
- G. Scholar
- Persée
- Qwant
- (zh) Baidu
- (ru) Yandex
- (wd) trouver des œuvres sur Wikidata

| 1. | Préciser le motif de la pose du bandeau. | Précisez le motif de la pose du bandeau en utilisant la syntaxe suivante : {{admissibilité à vérifier\|date=juillet 2025\|motif=remplacez ce texte par le motif}}                  |
| 2. | Informer les utilisateurs concernés.     | Pensez à avertir le créateur de l'article, par exemple, en insérant le code ci-dessous sur sa page de discussion : {{subst:avertissement admissibilité à vérifier\|Famille Grego}} |

La famille Grego (ou Griego) est une famille patricienne de Venise, originaire du Levant, peut-être dès le Xe siècle ou sinon au retour d'Enrico Dandolo à Constantinople. Leur nom renvoie à leurs origines grecques.

## Histoire

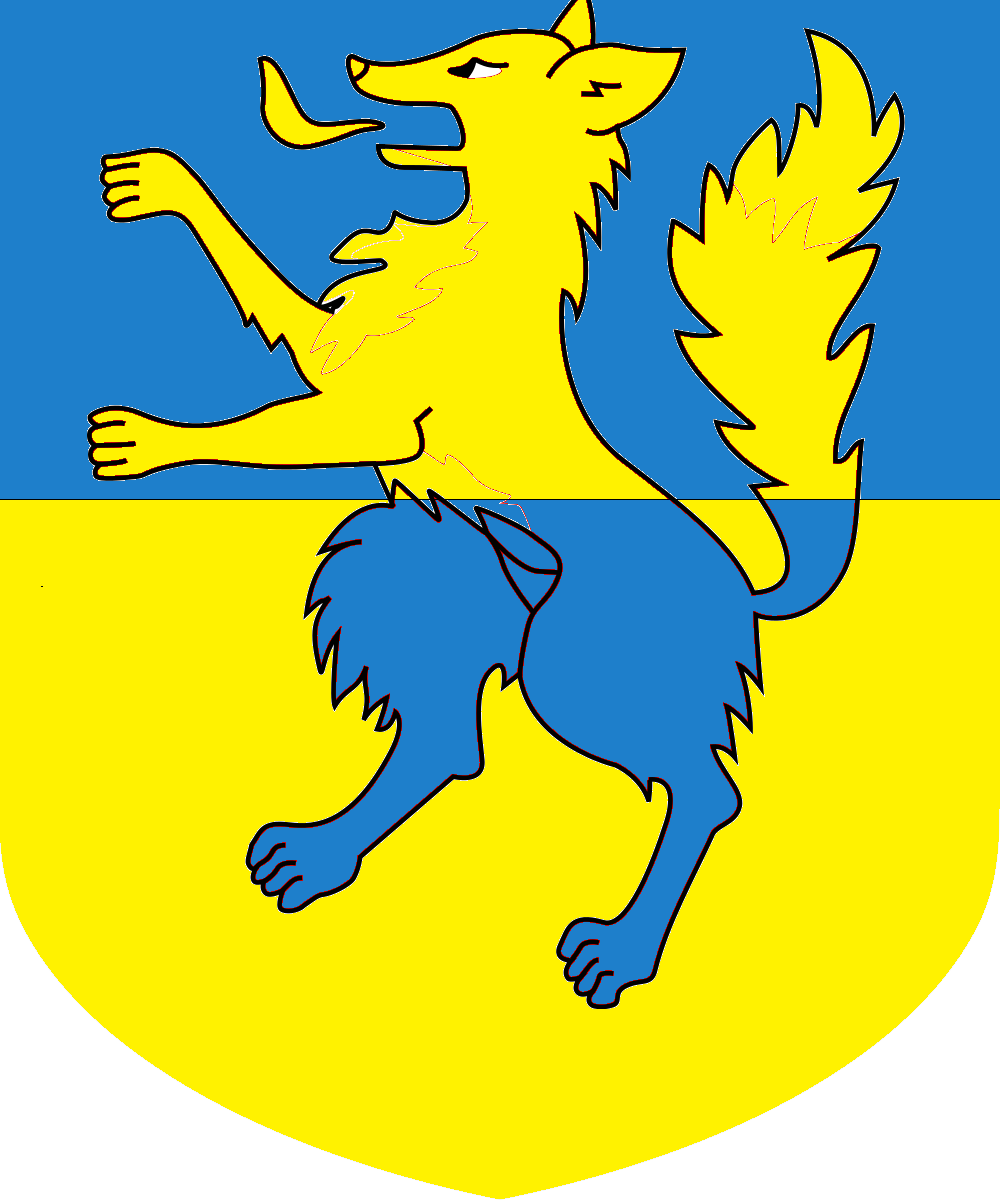
armes des Grego

## Armes
Armes : Coupé d'or et d'azur, avec un renard de l'un en l'autre.